# 中野紘一
中野 紘一（なかの こういち、1940年8月 - ）は、日本の商品学者。元日本大学商学部教授。

## 来歴
- 1964年、日本大学理工学部薬学科を卒業。その後、1970年に同大大学院理工学研究科有機応用化学専攻博士課程を修了、工学博士（日本大学・合成化学）の学位を取得。
- 大学院修了後、千葉商科大学にて化学の講師となる。同大学の当時の学長（第3代）の石井頼三教授の指示により、商品学の講師も務めるようになった。
- 千葉商科大学を経て、日本大学商学部にて、商品学の担当教授として、2010年5月まで講義を担当していた。
- 2010年5月に急病にて休職し、そのまま同年8月に定年退職した。
- 教職晩年は、主にJAS（日本農林規格）などの食品表示、日本国内の食品の消費動向、商品と包装（パッケージ）、米の商品評価について研究していた。

## 研究テーマ
- 商学
- 「現代社会における商品評価」
- 「食生活の変化と食料商品の動向」

## 所属学会
- 総合観光学会（評議員：2002年）
- 国際商品学会（INTERNATIONAL ASSOCIATION FOR COMMODITY SCIENCE AND TECHNOLOGY）
- 日本商品学会（理事：1978年）

## 著書
- 『商品学概論』第三出版、1974年4月20日。（石井頼三、山田修、鮎川二郎と共著）